# Aimé Césaire
Aimé Fernand David Césaire (ur. 26 czerwca 1913 w Basse-Pointe, zm. 17 kwietnia 2008 w Fort-de-France) – afrokaraibsko-francuski pisarz i polityk. Wraz z Léopoldem Sédar Senghorem i Léonem Damasem stworzył koncepcję „négritude”.

## Życiorys
Césaire był autorem licznych tomików wierszy i esejów (wśród nich słynny Discours sur le colonialisme), jak również kilku sztuk teatralnych. Jednocześnie był on najważniejszym politykiem Martyniki dwudziestego wieku. W 1945 został posłem Francuskiej Partii Komunistycznej. Jednym z jego pierwszych sukcesów politycznych było uzyskanie dla Martyniki w 1946 statusu departamentu. W 1956 Césaire opuścił komunistów, a dwa lata później utworzył swą własną partię polityczną pn. Parti progressiste martiniquais (PPM). W latach 1945–2001 był burmistrzem Fort-de-France, a do 1993 – posłem francuskiego Zgromadzenia Narodowego.
Po polsku ukazał się wybór jego poezji w tłumaczeniu Zbigniewa Stolarka pod nazwą Poezje (1978), nakładem Państwowego Instytutu Wydawniczego.

## Twórczość

### Wiersze
- Cahier d'un retour au pays natal (1939)
- Les armes miraculeuses (1946)
- Soleil cou coupé (1947)
- Corps perdu (1950)
- Ferrements (1960)
- Cadastre (1961)
- Moi, laminaire (1982)

### Sztuki teatralne
- La Tragédie du roi Christophe (1963)
- Une saison au Congo (1966)
- Une tempête (według Szekspira) (1969)
- Quand les chiens se taisaient, Paris: Présence Africaine, 1958, 1997

### Eseje
- Discours sur le colonialisme (1950)
- Lettre à Maurice Thorez, Présence Africaine, Paris 1956
- Discours sur la négritude (1987)